# 利西喬沃
48°29′27″N 23°16′27″E / 48.49083°N 23.27417°E
利西喬沃（烏克蘭語：Лисичово）是烏克蘭西部的村莊，隸屬外喀爾巴阡州的胡斯特區。該村處於庫什尼齊亞河畔，始建於1383年，面積8.93平方公里，海拔高度309米，2001年人口3,187。

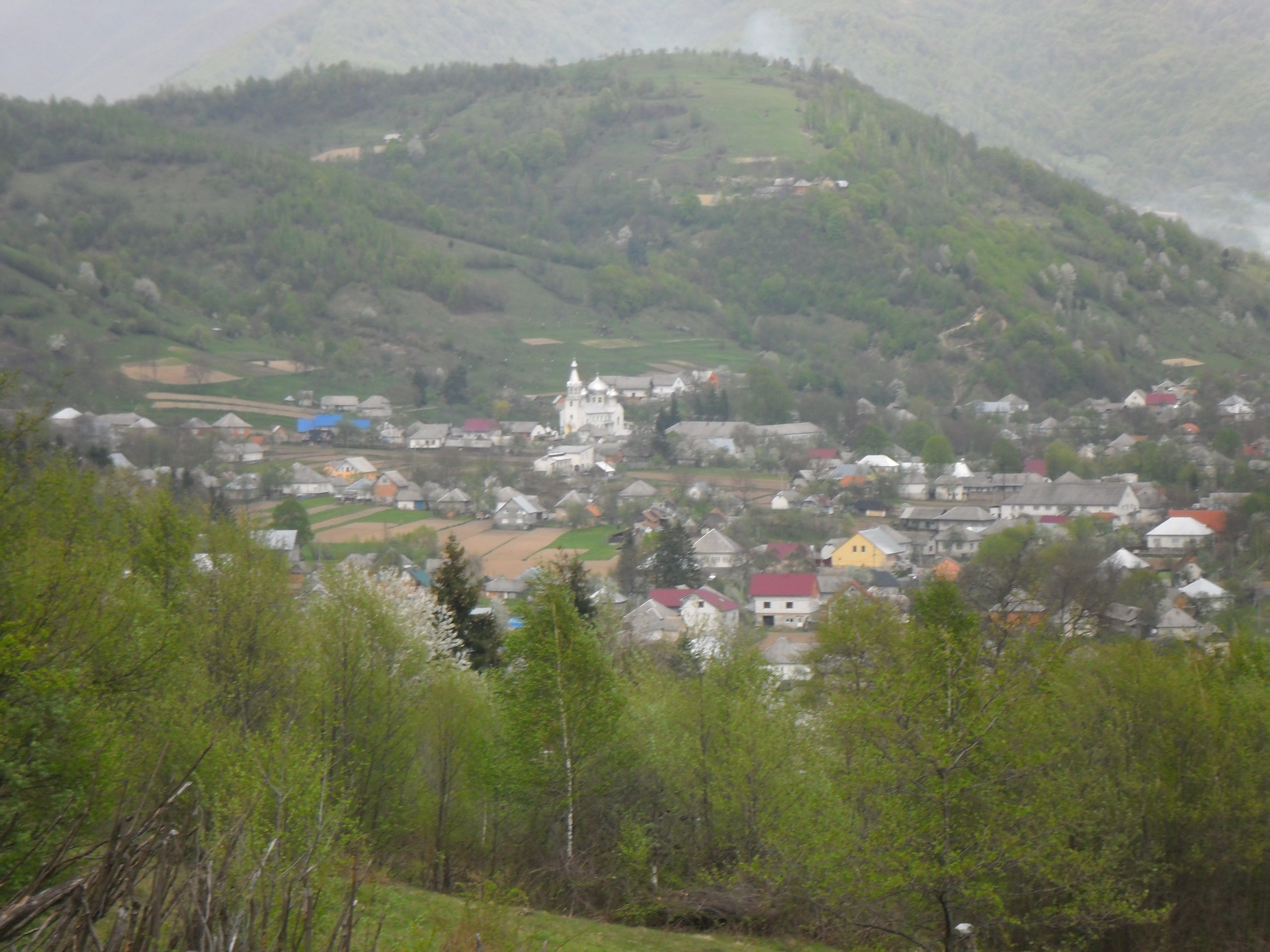
利西喬沃

## 人口
根据1910年人口普查，该村有1733名居民：
- 80 名德国人
- 28 名匈牙利人
- 1563 名鲁塞尼亚人

其中：
- 69 名犹太人
- 98 名罗马天主教徒
- 1562 名希腊天主教徒

Template:Iw，该村有1494名居民：
- 1422 名鲁塞尼亚人
- 56 名斯洛伐克人
- 15 名犹太人
- 1 名匈牙利人

根据乌克兰苏维埃社会主义共和国1989年人口普查，该村常住人口为2915人，其中男性1418人，女性1497人。
根据2001年乌克兰人口普查，该村有3186人居住。

## 语言
根据2001年人口普查母语分布如下：
| 语言       | 比例    |
| ---------- | ------- |
| 乌克兰语   | 98.81 % |
| 斯洛伐克语 | 0.82 %  |
| 俄语       | 0.38 %  |

## 旅游景点
- 现存的水力铁匠铺「加莫拉」
- 圣若望·保禄二世教堂，建于2017年
- 圣大天使米迦勒教堂，建于1927年
- 圣大天使米迦勒教堂，建于1999年
- 特罗斯纳矿泉水源
- 库什尼齐亚河（又称利西恰尼卡河）
- 猫头鹰山 – 海拔561.6米
- 普里斯利普山口 – 海拔937.6米
- 雷平内湖
- 库克山 – 海拔1361米